# Млыниска (Львовская область)
Млыниска (укр. Млиниська) — село в Жидачовской городской общине Стрыйского района Львовской области Украины.
Население по переписи 2001 года составляло 766 человек. Занимает площадь 2,12 км². Почтовый индекс — 81772. Телефонный код — 3239.